# Ludvig av Frankrike (1682–1712)
Ludvig av Frankrike, le Petit Dauphin, född 6 augusti 1682, död 18 februari 1712, hertig av Burgund och därefter Dauphin av Frankrike. 
Ludvig var son till Ludvig av Frankrike, le Grand Dauphin, och dennes hustru Maria Anna Victoria av Bayern. I sin första ungdom var han vild och lastbar, men skall ha förändrats under François Fénelons uppfostran, så att hans uppstigande på tronen emotsågs med stora förhoppningar. Särskilt hade han visat intresse för att öka adelns inflytande i styret, och till och med på införandet av någon slags representation. Som fältherre hade han misslyckats totalt och visat sig obeslutsam och tvekande. 
Ludvig var först i tronföljden i knappt ett år, i och med att hans far avled den 14 april 1711. Han dog emellertid själv tio månader senare av mässling. Samma år dog även hans hustru och andre son.

## Barn
Med hustrun Marie Adélaïde av Savojen, dotter till Viktor Amadeus II, hade Ludvig tre barn:
1. Ludvig av Frankrike, hertig av Bretagne, född 25 juni 1704, död 13 april 1705;[7]
2. Ludvig av Frankrike, hertig av Bretagne, född 8 januari 1707, död 3 mars 1712, dauphin mellan 18 februari 1712 och 3 mars 1712;
3. Ludvig XV av Frankrike, född 15 februari 1710, död 10 maj 1774, fransk konung 1715-1774.